# Liste der geschützten Landschaftsteile im Bezirk Voitsberg
Die Liste der geschützten Landschaftsteile im Bezirk Voitsberg enthält die geschützten Landschaftsteile im Bezirk Voitsberg.

## Geschützte Landschaftsteile
| Foto |                 | Name                                   | ID       | Standort                                                                              | Beschreibung | Fläche   | Datum      |
| ---- | --------------- | -------------------------------------- | -------- | ------------------------------------------------------------------------------------- | --- | -------- | ---------- |
| 1    | Datei hochladen | Brandkogel-Soldatenhaus                | GLT_0301 | Maria Lankowitz KG: Kemetberg Salla GrStNr: Salla 36/5, 36/2, Kemetberg 21/1 Standort | | 37,48 ha | 06.06.1968 |
| 1    | Datei hochladen | Baumgruppe am Mandlkogel               | GLT_0302 | Kainach bei Voitsberg GrStNr: 569, 571, 117 Standort                                  | Die Baumgruppe Mandlkogel liegt auf einer Bergkuppe. Eine urtümliche Landschaft am Mandlkogel im Bereich eines Bauernhofes. Der vormittelalterliche Bauernhof wurde geschleift und die Baumgruppe (besteht aus zwölf Linden) mit Kapelle ist geblieben. | 1,24 ha  | 14.01.1992 |
| 1    | Datei hochladen | Auenstuler-Teich                       | GLT_0303 | Ligist, Krottendorf 146 KG: KG Grabenwarth GrStNr: 2/6, 2/7, 2/8 und 10 Standort      | Der Teich soll vor etwa 120 Jahren entstanden sein, als man an dieser Stelle Material für die Dammschüttung der damals errichteten Graz-Köflacher Bahn entnahm. Die Natur hat diesen Tümpel erobert und er weist heute eine herrliche Verlandungszone auf, wo man neben verschiedenen Sauergräsern noch Igelkolben (gefährdet nach der Roten Liste), Froschlöffel, Rohrkolben, Sumpfdotterblume, Buschwindröschen, Mädesüß u. a. Feuchtezeigern findet. | 0,39 ha  | 28.03.1989 |
| 1    | Datei hochladen | Mooskirchner Kainachaltarm             | GLT_0304 | Mooskirchen KG: Gießenberg GrStNr: 835 Standort                                       | Aufgelassenes Kainach-Flussbett mit großem ökologischen Wert | 1,61 ha  | 12.04.1995 |
| 1    | Datei hochladen | Brendelalmweg                          | GLT_0305 | Kainach bei Voitsberg KG: Gallmannsegg GrStNr: 1250/3 Standort                        | Vom Gasthaus Kapitl geht man ca. 30 Minuten zur Hubertuskapelle, danach geht man im Geschützten Landschaftsteil Brendlalmweg 305 weiter zur Brendl. | 0,76 ha  | 24.01.1991 |
| 1    | Datei hochladen | Hohlweg bei der Huberkapelle           | GLT_0306 | Ligist KG: KG Steinberg GrStNr: 144/1, 116/2, 143, 1267 Standort                      | Der Weg ist eines der letzten Beispiele für die früher häufigen und weit verbreiteten Hohlwege, die als Geh- und Reitwege über Jahrhunderte hinweg als Verbindung zu den einzelnen Gehöften gedient haben. Derartige Hohlwege sind im Gegensatz zu den heutigen Straßen meistens sehr steil und geradlinig angelegt worden, um einen möglichst kurzen Geh- bzw. Reitweg zu erzielen.                                                                    | 0,12 ha  | 26.11.1991 |
| 1    | Datei hochladen | Lindengruppe beim Anwesen vlg. Wilhelm | GLT_0307 | Kainach bei Voitsberg Standort                                                        | | 0,16 ha  | 28.01.1994 |
| 1    | Datei hochladen | Baumgruppe beim alten Zollhaus         | GLT_0308 | Hirschegg-Pack Standort                                                               | | 0,87 ha  | 22.08.1994 |
| 1    | Datei hochladen | Stieleichengruppe in Piber             | GLT_1259 | Köflach KG: Piber GrStNr: 318/1, 533/1 Standort                                       | | 0,3 ha   | 24.02.1999 |
| 1    | Datei hochladen | Schlosspark Bärnbach                   | GLT_1536 | Bärnbach Standort                                                                     | → Hauptartikel : Schloss Alt-Kainach f1 | 3,15 ha  | 29.07.2002 |
| 1    | Datei hochladen | Kollegger Teich                        | GLT_1559 | Bärnbach Standort                                                                     | | 0,44 ha  | 22.07.2002 |
| 1    | Datei hochladen | Mostbirnbaumreihe Krottendorf          | GLT_1565 | Krottendorf-Gaisfeld KG: KG Gaisfeld GrStNr: 555/1 Standort                           | Mostbirnbäume können ein sehr hohes Alter von 200 Jahren erreichen, sind einerseits ökologisch sehr wertvoll, da sie einem breiten Artenspektrum von Tier und Pilzarten Lebensraum gewähren. Außerdem stellen diese Mostbirnbäume eine wertvolle Bereicherung des Landschaftsbildes und Landschaftscharakters dar. Sie weisen Höhen von 10 bis 12 Metern und Kronendurchmesser von bis zu 14 Metern auf                                                 | 0,92 ha  | 09.10.2012 |